# وزارة الخارجية (أذربيجان)
وزارة خارجية جمهورية أذربيجان (بالأذرية: Azərbaycanın Xarici İşlər Nazirliyi) - الهيئة التنفيذية لجمهورية أذربيجان. ويرأس الوزارة حاليا جيحون بيراموف.

## حقوق الوزارة
- أن تطلب من السلطات التنفيذية المركزية والمحلية والبلديات والأشخاص الطبيعيين والكيانات القانونية المعلومات والمعلومات التي تدخل في نطاق سلطتها.
- مراقبة الامتثال للمعاهدات الدولية الحكومية الدولية (الحكومية الدولية) لجمهورية أذربيجان مع تشريع جمهورية أذربيجان وقواعد القانون الدولي، وكذلك مع مصالح جمهورية أذربيجان.
- اتخاذ قرارات إلزامية للسلطات التنفيذية المركزية والمحلية لجمهورية أذربيجان والبلديات والأشخاص الطبيعيين والاعتباريين الخاضعين لسلطتها.
- إنشاء المؤسسات ذات الصلة داخل الوزارة وإعادة تنظيمها وإلغائها وفقا لتشريعات جمهورية أذربيجان.
- تقديم مقترحات إلى رئيس جمهورية أذربيجان للنظر في مشاريع القوانين المتعلقة بالسياسة الخارجية والسلك الدبلوماسي.
- تنظيم دورات لتجديد المعلومات والدورات التدريبية.
- تنفيذ الحقوق الأخرى المنصوص عليها في تشريعات جمهورية أذربيجان.
- ضمان حقوق ومصالح جمهورية أذربيجان ومواطنيها وكياناتها القانونية في الخارج.
- ضمان العلاقات الدبلوماسية والقنصلية لجمهورية أذربيجان مع الدول والمنظمات الدولية الأخرى.
- توفير بروتوكول الدولة لجمهورية أذربيجان.
- تنسيق أنشطة السلطات التنفيذية الأخرى من أجل ضمان تنفيذ خط السياسة الخارجية الموحد لجمهورية أذربيجان فيما يتعلق بالدول الأجنبية والمنظمات الدولية.

## وظائف الوزارة
- تمثل جمهورية أذربيجان في العلاقات مع الدول والمنظمات الدولية الأخرى.
- تقود نظاما موحدا لوكالات الخدمة الدبلوماسية في جمهورية أذربيجان.
- تضمن السياسة الخارجية والمحلية لجمهورية أذربيجان نشر المعلومات عن الحياة الاقتصادية والاجتماعية والثقافية للبلد عن طريق البعثات الدبلوماسية لجمهورية أذربيجان في الخارج.
- تتفاوض مع الدول الأجنبية والمنظمات الدولية.
- تنفذ جهود جمهورية أذربيجان بشأن السلم والأمن الدوليين بالوسائل الدبلوماسية.
- توافق على السلطات التنفيذية ذات الصلة على نشر المعلومات المتعلقة بالمسائل المتصلة بالسياسة الخارجية لجمهورية أذربيجان.
- إبلاغ الهيئات الحكومية ووسائط الإعلام الجماهيرية في جمهورية أذربيجان عن الحالة الدولية والسياسة الخارجية لجمهورية أذربيجان.
- تيسير تنفيذ العلاقات البرلمانية والعلاقات الخارجية الأخرى للمجلس الملي في جمهورية أذربيجان.
- تقديم المساعدة إلى هيئات الدولة في علاقاتها مع الممثلين الدبلوماسيين والقنصليين المعتمدين في جمهورية أذربيجان.
- مساعدة الهيئات الحكومية في علاقاتها مع هيئات الدولة ومسؤولي الدول الأجنبية، مع المنظمات الدولية.
- تنظم الشؤون القنصلية في أراضي جمهورية أذربيجان وخارجها.
- تشجع على تطوير الاتصالات والتعاون مع المواطنين المقيمين في الخارج.
- توثيق وثائق تأشيرة الجوازات بالطريقة المقررة.
- تضمن تنفيذ خدمات البريد السريع الدبلوماسية؛
- بتقديم مقترحاته بشأن الجنسية إلى رئيس جمهورية أذربيجان في إطار اختصاصه.
- تحدد قواعد إصدار الرتب الدبلوماسية ضمن سلطتها.
- تحضر المؤتمرات الدولية والمؤتمرات والاجتماعات وغيرها من المناسبات والاحتفالات على مستوى الدولة.
- تضطلع بمهام أخرى تعينها الوزارة بموجب تشريعات جمهورية أذربيجان.
- تشارك في تنظيم وتنفيذ زيارات الرؤساء الأجانب وكبار المسؤولين إلى جمهورية أذربيجان.

## واجبات الوزارة
- إعداد مقترحات بشأن مفهوم السياسة الخارجية لجمهورية أذربيجان وتوجيهاتها الرئيسية وتقديمها إلى رئيس جمهورية أذربيجان.
- تنفيذ السياسة الخارجية لجمهورية أذربيجان.
- إعداد مقترحات بشأن توفير نشاط متبادل متفق عليه بين هيئات الدولة في مجال السياسة الخارجية وتقديمه إلى رئيس جمهورية أذربيجان.
- إبلاغ رئيس جمهورية أذربيجان بالاتجاهات المنفصلة للنشاط السياسي الأجنبي لهيئات سلطة الدولة.
- "الحرمة على سيادة جمهورية أذربيجان وأمنها وسلامتها الإقليمية وحدودها ومصالحها السياسية والاقتصادية وغيرها من الوسائل الاجتماعية بالسبل والوسائل الدبلوماسية".

## وصلات خارجية
- الموقع الرسمي لوزارة الخارجية في جمهورية أذربيجان